# おかあさん (森昌子の曲)
『おかあさん』は、1974年9月1日に発売された森昌子の10枚目のシングル。

## 解説
- 森昌子はこの曲で、1974年末の『第25回NHK紅白歌合戦』に、2年連続2回目の出場を果たした。
- また翌1975年春の第47回選抜高等学校野球大会では、入場行進曲としても採用され、森はセンバツ大会の開会式にゲスト出演した。

## 収録曲
- 両楽曲共に、作詞：神坂薫／作曲：遠藤実／編曲：斉藤恒夫

1. おかあさん（3分9秒）
2. ひとりっ娘（3分18秒）